# Adesmia spuma
Adesmia spuma es una especie de planta floral del género Adesmia, categorizada en la tribu Dalbergieae, de la familia Fabaceae.

## Distribución
Especie nativa de América del Sur: Argentina y Chile. Crece en el bioma subártico.

## Taxonomía
Fue descrita por Werderm. ex Burkart.
Tratamiento taxonómico
La especie aparece registrada y publicada en Darwiniana 3: 337 (1939).